# Lamar Williams
Lamar Williams (14 de enero de 1949-21 de enero de 1983) fue un músico estadounidense, reconocido por haber sido el bajista de las agrupaciones The Allman Brothers Band y Sea Level.

## Carrera
Influenciado por músicos como James Jamerson y Stanley Clarke, en la década de 1960 Lamar empezó a tocar música soul en una banda llamada Sounds of Soul junto a Jai Johanny Johanson, también futuro músico de The Allman Brothers.
En 1968 Williams fue enlistado en el ejército estadounidense y enviado a la guerra de Vietnam. Opuesto a la guerra y al asesinato, Williams desertó en varias ocasiones, e incluso llegó a escapar hacia las junglas de Vietnam. En 1970 fue enviado de vuelta a los Estados Unidos.
Dos años después de regresar se unió a la agrupación the Allman Brothers Band, luego del fallecimiento del bajista original, Berry Oakley, tocando con la banda en sus años de mayor éxito comercial. Luego de la disolución de la banda en 1976, Williams fundó Sea Level con Jai Johanny Johanson y Chuck Leavell de the Allmans. 
Williams fue diagnosticado con cáncer de pulmón en 1981, causado por su prolongada exposición al agente naranja durante su estancia en Vietnam. Murió en 1983, a los 34 años.